# Bộ Hải ngoại (Pháp)
Bộ Hải ngoại Pháp (chữ Pháp: Ministère des Outre-mer), là một trong các bộ ban ngành của chính phủ Pháp, phụ trách công việc liên quan đến tỉnh hải ngoại và lãnh thổ hải ngoại thuộc Pháp. Bộ trưởng đương nhiệm là Jean-François Carenco, nhậm chức vào ngày 04 tháng 07 năm 2022.

## Lịch sử
Bộ Hải ngoại Pháp nguyên lúc đầu là ban thư kí của Bộ Hải quân, căn cứ vào đạo luật thiết lập Bộ Thuộc địa do tổng thống Pháp Jean Casimir-Perier thông qua, chính thức thành lập Bộ Thuộc địa (Ministère des Colonies) vào ngày 20 tháng 3 năm 1894.
Ngày 26 tháng 1 năm 1946, đổi tên thành Bộ Hải ngoại, sử dụng tên đó cho đến hiện nay.

## Danh sách bộ trưởng đã qua đảm nhiệm chức vụ
| STT | Bộ trưởng             | Thời gian giữ chức                             |
| --- | --------------------- | ---------------------------------------------- |
| 1   | Brigitte Girardin     | Từ năm 2002 đến 2 tháng 6 năm 2005             |
| 2   | François Baroin       | Từ 2 tháng 6 năm 2005 đến 26 tháng 3 năm 2007  |
| 3   | Hervé Mariton         | Từ 26 tháng 3 năm 2007 đến 19 tháng 6 năm 2007 |
| 4   | Michèle Alliot-Marie  | Từ 19 tháng 6 năm 2007 đến 23 tháng 6 năm 2009 |
| 5   | Brice Hortefeux       | Từ 23 tháng 6 năm 2009 đến 6 tháng 11 năm 2009 |
| 6   | Marie-Luce Penchard   | Từ 6 tháng 11 năm 2009 đến 10 tháng 5 năm 2012 |
| 7   | Victorin Lurel        | Từ 16 tháng 5 năm 2012 đến 2 tháng 4 năm 2014  |
| 8   | George Pau-Langevin   | Từ 2 tháng 4 năm 2014 đến 30 tháng 8 năm 2016  |
| 9   | Ericka Bareigts       | Từ 30 tháng 8 năm 2016 đến 10 tháng 5 năm 2017 |
| 10  | Annick Girardin       | Từ 17 tháng 5 năm 2017 đến 6 tháng 7 năm 2020  |
| 11  | Sébastien Lecornu     | Từ 6 tháng 7 năm 2020 đến 20 tháng 5 năm 2022  |
| 12  | Yaël Braun-Pivet      | Từ 20 tháng 5 năm 2022 đến 25 tháng 6 năm 2022 |
| 13  | Jean-François Carenco | Từ 4 tháng 7 năm 2022 đến nay                  |